# Rekord från världsmästerskapet i fotboll för herrar
Rekord från världsmästerskapet i fotboll för herrar har noterats ända sedan den första turneringen spelades 1930. Totalt har, åren 1930–2018, 21 VM-slutspel i fotboll för herrar avgjorts.

## Rekord för antalet turneringar med mera (länder/spelare)

### Länder
- Brasilien är det enda land som deltagit i samtliga slutspel.
- Brasilien har flest guld, 5 st/6 finaler[a]. Italien har 4 guld och 2 silver.

- Tyskland (Västtyskland inkluderat) har flest medaljer: 12 st fördelat på 4 guld, 4 silver och 4 brons.
- Sverige har deltagit 12 gånger. Som bäst silver 1958.
- Enda gången samma länder mötts i 2 raka VM-finaler är VM 1986 och 1990 då Argentina och Västtyskland möttes (1 seger var)
- Västtyskland och Brasilien spelade 3 raka finaler. Västtyskland 1982, 1986, 1990 och Brasilien 1994, 1998 och 2002.
- Nederländerna (1974, 1978) och Västtyskland (1982, 1986) förlorade två raka finaler.
- Brasilien har rekordet i antal raka segrar, 11 st 2002 t.o.m. åttondelsfinalen 2006. Brasilien har även rekordet i antalet raka förlustfria matcher, 13 st 1958-66.
- Bulgarien spelade 17 raka segerlösa matcher innan rekordsviten bröts 1994.
- Nederländerna har spelat flest finaler utan att någonsin segra, nämligen tre stycken (1974, 1978 och 2010).

### Största segern
Den största segermarginalen är 9 mål, vilket har skett vid 3 tillfällen:
- Ungern mot El Salvador: 10–1 (1982)
- Ungern mot Sydkorea: 9–0 (1954)
- Jugoslavien mot Zaire: 9–0 (1974)

### Största segern i en utslagsmatch
- Sverige-Kuba 8-0 (1938)

### Spelare och tränare
- Walter Zenga höll nollan i 517 minuter. Först i semifinalen mot Argentina i 67:e minuten släppte han in ett mål i Italiens hemma-VM 1990.
- Lionel Messi (Argentina) har spelat flest matcher, 26 st.
- Lothar Matthäus ((Väst-)Tyskland), Antonio Carbajal (Mexiko), Lionel Messi (Argentina), Rafael Márquez (Mexico) och Christiano Ronaldo (Portugal) har deltagit i flest turneringar, 5 st.
- Pelé (Brasilien) är den ende spelaren som har 3 VM-guld (1958, 1962, 1970)
- Cafu (Brasilien) är ende spelare med 3 VM-finaler (1994 (inhoppare), 1998, 2002). Pelé spelade ej i finalen 1962 på grund av skada.
- 3 spelare har vunnit VM både som spelare och tränare, nämligen Mário Zagallo (Brasilien, 1958 och 1962 som spelare, 1970 som tränare), Franz Beckenbauer ((Väst-)Tyskland, 1974 som spelare, 1990 som tränare) och Didier Deschamps (Frankrike, 1998 som spelare, 2018 som tränare). Beckenbauer och Deschamps var dessutom lagkaptener.
- Äldste spelaren som deltagit i VM är Essam El-Hadary (Egypten). Han var 45 år när han var med 2018.
- Yngste spelaren hittills var Norman Whiteside (Nordirland) som 1982 debuterade i en ålder av 17 år och 1 månad.
- Äldste spelaren som vunnit VM är italienaren Dino Zoff som var 40 år när Italien vann VM 1982.
- Yngste spelaren som blivit världsmästare är Pelé som var 17 år och 8 månader när han vann VM 1958.
- Louis Monti är den ende spelaren som spelat VM-final för 2 olika länder, 1930 för Argentina (förlust) och 1934 för Italien(seger).
- Flest matcher som tränare har Helmut Schön (Västtyskland), 25 st 1966-78.
- Vittorio Pozzo (Italien) är den ende som vunnit VM 2 gånger som tränare, 1934 och 1938.
- Luis Felipe Scolari (Brasilien) har rekordet i antal raka segermatcher, 12 st som tränare för Brasilien 2002 och Portugal 2006.[b]
- Två spelare, Erik Nilsson (Sverige) och Alfred Bickel (Schweiz) är de enda spelare som deltagit i VM både före (1938) och efter (1950) andra världskriget.
- Robert Prosinečki är den ende spelaren som gjort mål för två olika nationer. 1990 gjorde han mål för Jugoslavien och 1998 för Kroatien.
- Rigobert Song och Zinedine Zidane är de enda som blivit utvisade i två olika VM-turneringar. Song 1994 & 1998, Zidane 1998 & 2006.

## Målrekord

### Enskilda matcher och turneringar
- Totalt har det i de 20 turneringarna som hittills avgjorts spelats 772 matcher och gjorts 2 208 mål. Det första gjordes av Lucien Laurent (Frankrike) 19 minuter in i matchen mot Mexiko. Matchen startade den 13 juli 1930 kl 15:00 och slutade 4-1 till Frankrike.
- Mål nummer 1 000 gjordes av Rob Rensenbrink (Nederländerna) mot Skottland 1978. Skottland vann dock med 3-2. Mål nummer 2 000 gjordes av Marcus Allbäck i Sveriges gruppspelsmatch mot England (slutresultat 2-2) år 2006.
- Den målrikaste slutspelsmatch som spelats var Österrike-Schweiz i VM 1954. Matchen bjöd på 12 mål (7-5-seger för Österrike).
- Målrikaste finalen (7 mål) spelades 1958 mellan Brasilien och Sverige. Brasilien vann med 5-2.
- Den enda mållösa finalen spelades 1994 mellan Brasilien och Italien. Brasilien säkrade guldet efter straffsparksläggning.
- Flest mål i en turnering av ett enskilt land gjorde Ungern 1954, 27 mål/5 matcher.
- Målrikaste turneringen var VM 1954 som bjöd på 140 mål/26 matcher - i snitt 5,38 mål/match.
- Målsnålaste turneringen var VM 1990 som bara bjöd på 115 mål/52 matcher (=2,21 mål/match).
- Det snabbaste målet gjordes av Hakan Sükür (Turkiet) VM 2002. Han "nätade" redan efter 11 sekunder i bronsmatchen mot Sydkorea, en match man vann med 3-2.
- Mest målrika öppningsmatchen spelades fredag 9 juni 2006, Tyskland - Costa Rica (4-2) på FIFA VM-stadion München, München.
- Det senaste målet gjordes av Alessandro Del Piero mot Tyskland i semifinalen 2006. Målet kom i den 122 minuten.

### Spelare
- Flest mål totalt, 16, har Miroslav Klose (Tyskland, 2002-2014) gjort.
- Flest mål i en turnering, 13, gjorde Just Fontaine (Frankrike) 1958.
- Först att i samma match göra:
  - 2 mål - Bart McGhee (USA) 13 juli 1930
  - 3 mål - Bert Patenaude (USA) 17 juli 1930
  - 4 mål - Ernst Willimowski (Polen) 5 juni 1938
  - 5 mål - Oleg Salenko (Ryssland) 28 juni 1994 vilket ännu står sig som ett rekord.
- Bara 2 spelare har gjort mål i samtliga matcher i de VM där gruppspel tillämpats: Alcides Ghiggia (Uruguay) 1950 (4 mål/4 matcher) och Jairzinho (Brasilien) 1970 (7 mål/6 matcher).
- Cristiano Ronaldo (Portugal, 2006-2022) har gjort mål i flest turneringar: 5 st.
- Flest nickmål i en match gjorde Miroslav Klose (Tyskland) 2002 då han gjorde tre mål mot Saudiarabien.
- 5 spelare har gjort mål i 2 VM-finaler: 
  - Vavá (Brasilien) (1958, 1962)
  - Pelé (Brasilien) (1958, 1970)
  - Paul Breitner (Västtyskland) (1974, 1982)
  - Zinedine Zidane (Frankrike) (1998, 2006)
  - Kylian Mbappé (Frankrike) (2018, 2022)
- Den äldste spelaren som gjort mål är Roger Milla (Kamerun). Han var 42 år och 39 dagar gammal då han gjorde Kameruns "tröstmål" (1-6) mot Ryssland 1994.
- Pelé (Brasilien) är den yngste målskytten. Han var 17 år och 239 dagar gammal när han gjorde 1-0 mot Wales i kvartsfinalen 1958. Han är också den yngste målskytten i en VM-final då han 1958 tio dagar senare, 17 år och 249 dagar gammal, gjorde två mål mot Sverige.
- Följande spelare har gjort minst hat trick i 2 matcher:
  - Just Fontaine (Frankrike) 1958
  - Sándor Kocsis (Ungern) 1954
  - Gerd Müller (Västtyskland) 1970
  - Gabriel Batistuta (Argentina) 1994, 1998
- Geoff Hurst (England) och Kylian Mbappé (Frankrike) har båda gjort  hat trick  i en VM-final vilket skedde 1966 samt 2022.
- Snabbaste hat trick gjorde László Kiss (Ungern) mot El Salvador 1982. Målen gjordes inom loppet av 8 minuter (70-77).
- Vid två tillfällen har det gjorts två hat trick i en och samma match: 
  - VM 1938 då Sverige besegrade Kuba med 8-0. Gustav Wetterström och Tore Keller gjorde tre mål var för Sverige.
  - VM 1950 i Österrikes seger med 7-5 över Schweiz. Där fanns målgörarna i olika lag: Theodor Wagner (Österrike) och Sepp Hügi (Schweiz) gjorde tre mål var.
- Robert Procineski är den enda spelaren som gjort mål i VM för två olika nationer. (Jugoslavien 1990 och Kroatien 1998).

## Publikrekord
Den högsta publiksiffran som någonsin noterats är 174 000 (enligt Fifas hemsida) som såg Brasilien-Uruguay (1-2) 1950. Det är den officiella siffran, en del källor anger ännu högre siffror, en siffra som ofta nämns (bl.a. i Guinness rekordbok) är 200 000.
- Minst antal åskådare, 300 var det mellan Rumänien och Peru (3-1) 1930.
- Högsta genomsnittliga noteringen är 68 991 som noterades i USA-VM 1994. De 52 matcherna sågs totalt av cirka 3,59 miljoner åskådare, även det rekord.
- Lägsta genomsnittliga publiksiffran noterades i VM i Italien 1934, 23 235.
- Sverige-VM 1958 sågs av i snitt 24 800 åskådare.

Se även: Publiksnittet i samtliga VM-turneringar

## Utvisningar
- Brasilien har flest utvisningar, totalt 11 st mellan 1930 och 2010.
- Rekordet för antal utvisningar för samma land under en och samma turnering är 3. Frankrike (1998), Argentina (1990) och Kamerun (1998) delar detta mindre glamorösa rekord.
- Störst antal utvisningar under en och samma match är 4 vilket skedde i åttondelsfinalen 2006 mellan Portugal och Nederländerna.
- Flest utvisningar totalt, 28 st, noterades under VM 2006.
- Pedro Monzón (Argentina) blev den förste att utvisas i en VM-final vilket skedde 1990 i 65:e minuten. Han följdes tätt av sin landsman Gustavo Dezotti som sändes av plan i 87:e minuten.
- Rigobert Song (Kamerun) och Zinedine Zidane (Frankrike) är de enda som blivit utvisade i 2 matcher. Zidane är också den första som blivit utvisad under förlängning i en VM-final vilket skedde 2006 i 110:e minuten.
- José Batista (Uruguay) har blivit snabbast utvisad. I matchen mot Skottland i Mexiko-VM 1986 blev han utvisad efter 55 sekunder.
- Leandro Cufré (Argentina) satte ett svårslaget rekord VM 2006 i kvartsfinalen mot Tyskland genom att dels bli den förste att bli utvisad efter slutsignalen (på grund av bråk) och dels genom att vara den första att bli utvisad från reservbänken utan att ha spelat en enda minut.

## Svenska rekord
- Flest matcher i den svenska dressen har Henrik Larsson med 13 spelade matcher.
- Flest svenska mål har Kennet Andersson och Henrik Larsson gjort. 5 st mål mäktade Kennet Andersson med, alla i VM 1994. Henrik Larsson har gjort 5 mål i tre VM-turneringar: 1994, 2002, 2006. Därefter följer flera spelare på 4 mål.
- Tre spelare har två medaljer (brons 1950 och silver 1958): Kalle Svensson, Bror Mellberg och Nacka Skoglund.
- Sverige har varit med i 12 av 21 VM. Det kunde ha varit 13 men Sverige valde att bojkotta det första VM:et 1930 på grund av att det inte spelades i Europa.
- Mellan 1930 och 2018 har Sverige spelat 51 matcher. Av dessa har de vunnit 19, spelat oavgjort i 13 och förlorat 19. Med detta ligger de på 10:e plats i VM:s maratonliga.
- Erik Nilsson är en av endast två spelare som har spelat VM både före och efter andra världskriget (1938 respektive 1950)
- Mål nummer 200 i VM:s historia gjordes av Harry Andersson mot Kuba i VM 1938.
- Mål nummer 1400 i VM:s historia gjordes av Johnny Ekström mot Costa Rica i VM 1990.
- Mål nummer 2000 i VM:s historia gjordes av Marcus Allbäck mot England i VM 2006.
- Största segern var kvartsfinalen mot Kuba 1938, 8-0.
- Största förlusten var mot Brasilien i VM 1950, 1-7.
- Gustav Wetterström och Harry Andersson gjorde var sitt hat trick i 8-0-segern över Kuba 1938 och är med det de enda svenskar som gjort hat trick i en VM-slutspelsmatch.
- Tre svenskar har blivit utvisade i en VM-slutspelsmatch: Jonas Thern (1994), Stefan Schwarz (1994) och Teddy Lučić (2006).[1]

## Övrigt
- På 21 slutspel har Sydamerika 9 guld mot 12 för Europa
- Två gånger har ett europeiskt lag vunnit VM utanför Europa, VM 2010 i Sydafrika när Spanien vann och VM 2014 i Brasilien när Tyskland vann.
- Enda gången ett icke-europeiskt lag vunnit VM i Europa var VM 1958 i Sverige när Brasilien vann.
- En gång har de regerande mästarna inte ställt upp för att försvara titeln. Uruguay bojkottade det andra VM-slutspelet 1934.
- VM 2002 var första gången två länder delade på värdskapet - Japan/Sydkorea. Det var också första gången turneringen avgjordes i Asien.
- 5 länder har stått som värd för turneringen 2 gånger - Italien (1934, 1990), Mexiko (1970,1986), Frankrike (1938, 1998), Tyskland/Västtyskland (1974, 2006) och Brasilien (1950, 2014).
- 2010 var första gången turneringen avgjordes i Afrika då Sydafrika var värdland.
- För första gången gjordes VM-segrarnas samtliga mål genom turneringen VM 2010 av endast tre spelare: David Villa, Andrés Iniesta och Carles Puyol för Spanien.
- Tre syskon fanns för första gången med i samma trupp VM 2010: Jerry, Jhony och Wilson Palacios för Honduras.
- I både VM 2010 och 2014 deltog de båda bröderna Kevin-Prince Boateng och Jérôme Boateng för två olika länder, Kevin Prince för Ghana och Jerome för Tyskland. Dessutom möttes deras respektive länder i gruppspelet båda gångerna.
- Italien, Brasilien, Frankrike, Spanien och Tyskland är de länder som åkte ut direkt i gruppspelet som regerande mästare. Hittills (2018) har det skett alla gånger, utom 2006, under seklet 2000-talet.